# Cryptocephalus zoiai
Cryptocephalus zoiai là một loài bọ cánh cứng trong họ Chrysomelidae. Loài này được Sassi miêu tả khoa học năm 2001.